# If I Had a Hammer
If I Had a Hammer är en protestsång, komponerad av Pete Seeger och Lee Hays. Den skrevs 1949 och spelades in av The Weavers som The Hammer Song, som stödsång till Progressiva partiet.
Låten blev senare en amerikansk hit i Peter, Paul and Marys version 1962, och 1963 blev den åter en hit med Trini Lopez. Lopez version var den som nådde störst internationell framgång. Ytterligare en inspelning gjordes samma år av Martha and the Vandellas på albumet Heat Wave. Senare spelades den in i en spansk version av Victor Jara (El martillo), av Wanda Jackson 1969, samt som duett av Johnny Cash och June Carter 1972 på albumet Any Old Wind That Blows.

## Listplaceringar, Trini Lopez
| Lista (1963)   | Position              |
| -------------- | --------------------- |
| Belgien        | 1                     |
| Danmark        | 3 (DR "Top 20")       |
| Frankrike      | 3                     |
| Kanada         | 5 (CHUM Hit Parade)   |
| Nederländerna  | 1                     |
| Norge          | 2 (VG-lista)          |
| Storbritannien | 4 (UK Singles Chart)  |
| Sverige        | 1 (Kvällstoppen)      |
| Sverige        | 1 (Tio i topp)        |
| USA            | 3 (Billboard Hot 100) |
| Västtyskland   | 2                     |